# District de Kunszentmárton
Le district de Kunszentmárton (en hongrois : Kunszentmártoni járás) est un des 9 districts du comitat de Jász-Nagykun-Szolnok en Hongrie. Créé en 2013, il compte 36 300 habitants et rassemble 11 localités : 9 communes et 2 villes dont Kunszentmárton, son chef-lieu.
Cette entité existait déjà auparavant, sous le nom de  Tiszai alsó járás jusqu'en 1950 et sous son nom actuel jusqu'à sa disparition lors de la réforme territoriale de 1983.

## Localités
- Cibakháza
- Cserkeszőlő
- Csépa
- Kunszentmárton
- Nagyrév
- Szelevény
- Tiszaföldvár
- Tiszainoka
- Tiszakürt
- Tiszasas
- Öcsöd